# Hughes H-4 Hercules
O Hughes H4 Hercules, conhecido como Spruce Goose (pt: "Ganso de Abeto"), é um hidroavião de casco projetado e construído por Howard Hughes, cujo desenvolvimento iniciou-se em 1942 com verbas do governo americano com o objetivo de ser empregado na Segunda Guerra Mundial. Produto de um projeto controvertido, Hughes não conseguiu terminá-lo antes do fim do conflito, o que fez com que sofresse ataques e fosse investigado pelo Senado.
Todo o esforço de Hughes para continuar com o projeto não evitou que as verbas fossem definitivamente suspensas em 1947, pouco após o avião ter realizado o seu único voo.
Com 97,51 m de envergadura e 66,65 m de comprimento, o Hughes H4 Hercules é considerado o maior hidroavião de casco já construído e o avião com a maior envergadura de todos os tempos, à exceção do Scaled Composities Stratolaunch. Ele ainda pode ser visitado no museu de Aviação Evergreen, em McMinnville (Oregon), nos Estados Unidos.